# Boge Kompressoren
Boge Kompressoren Otto Boge GmbH & Co. KG  è una società produttrice di compressori industriali e sistemi di aria compressa tedesca fondata nel 1907 da Otto Boge.

## Panoramica
Il quartier generale dell'azienda si trova a Bielefeld, qui ha sede il principale stabilimento. Altri stabilimenti hanno sede a Großenhain in Sassonia e in Cina. In Italia è presente la controllata BOGE Compressori S.r.l con sede a Legnano. Circa 850 dipendenti lavorano per l'azienda in tutto il mondo. Nel 2014, Boge ha generato un fatturato annuo di 120 milioni di euro con una quota di esportazione di circa il 65% e due anni dopo un fatturato annuo di 130 milioni di euro. I prodotti e i servizi sono disponibili in oltre 120 paesi in tutto il mondo.

## Storia
Boge è un'azienda a conduzione familiare nelle mani della quarta generazione della famiglia. L'amministratore delegato è Wolf D. Meier-Scheuven, pronipote del fondatore dell'azienda Otto Boge.